# Dieter Rossmeissl
Dieter Rossmeissl (* Dezember 1948 in Selb) ist ein deutscher Kultur- und Bildungspolitiker. Von 2000 bis 2017 war er Dezernent für Bildung, Kultur und Jugend der Stadt Erlangen.

## Leben
Nach dem Abitur am Willstätter-Gymnasium in Nürnberg und zwei Jahren bei der Luftwaffe studierte Rossmeissl in Erlangen Geschichte, Politische Wissenschaft und Germanistik. Er engagierte sich in der studentischen Fachschaft und verschiedenen Hochschulgremien. Im Jahr 1975 legte er das Staatsexamen für das Höhere Lehramt ab. 1977 promovierte er bei Michael Stürmer an der Universität Erlangen zum Dr. phil. mit der Dissertation Arbeiterschaft und Sozialdemokratie in Nürnberg 1890 – 1914.
Nach dem Referendariat in Schwabach, Lohr am Main und Fürth unterrichtete er am Gymnasium Röthenbach a.d.Peg. Deutsch, Geschichte, Sozialkunde und Psychologie und hatte die Leitung der Fachschaft Deutsch inne.
Im Jahr 1973 trat Rossmeissl in die SPD ein. Er war Mitglied im Juso-Bezirksvorstand Franken und im Landesparteirat der SPD. 1978 kandidierte er erstmals zum Nürnberger Stadtrat, dem er von 1982 bis 2000 angehörte.
Im Nürnberger Stadtrat war Rossmeissl bis 1996 bildungspolitischer Sprecher und Vorsitzender des Schulausschusses, danach wirtschaftspolitischer Sprecher seiner Fraktion. Zugleich war er Mitglied des Fraktionsvorstands. Er gehörte dem Aufsichtsrat der NürnbergMesse an sowie den Aufsichtsräten der Energie- und Wasserversorgungs-AG und der Gasversorgung Röthenbach a.d. Peg.
1999 wurde Rossmeissl vom Erlanger Stadtrat zum Referenten für Kultur, Jugend und Freizeit gewählt und trat sein Amt zum 1. März 2000 an. Er wurde seitdem zweimal wiedergewählt, wobei er zudem für Bildung und Schulen zuständig war. Seine Amtszeit endete aus Altersgründen vorzeitig Ende Februar 2017.
Rossmeissl war bis 2017 Vorsitzender des Kulturausschusses Bayerischer Städtetags, Mitglied des Kulturausschusses und des Bildungsausschusses Deutscher Städtetag, des Bundesvorstands der Kulturpolitischen Gesellschaft und ist seit 2017 Sprecher der Landesgruppe Bayern. Er gehörte dem Deutschen Bühnenverein an und dem Kuratorium der Evangelischen Stadtakademie Erlangen. Er war bis 2017 Geschäftsführender Vorsitzender des Forums Kultur der Europäischen Metropolregion Nürnberg und ist Ehren-Vorsitzender des Vereins der Freunde und Förderer des Schulmuseums Nürnberg.

## Wissenschaft
Rossmeissl war für Erlangen federführend beim Projekt „Stadt 2030“, an dem sich Stadt und Universität gemeinsam beteiligten. Das Gesamtprojekt unter wissenschaftlicher Leitung des Deutschen Instituts für Urbanistik (difu) wurde vom Bundesministerium für Bildung und Forschung aufgelegt und stellte das größte kommunale Forschungsprojekt in der Geschichte der Bundesrepublik dar, bei dem sich Städte mit ihren Zukunftsperspektiven bis 2030 befassen sollten.
Zudem war er für die kulturellen Aspekte zu Erlangens Beitrag als Stadt der Wissenschaft zuständig. An der Friedrich-Alexander-Universität Erlangen-Nürnberg ist er Lehrbeauftragter für Kommunale Kulturpolitik und Kulturmanagement.
Publikationen
- Arbeiterschaft und Sozialdemokratie in Nürnberg 1890 – 1914. Nürnberg (Korn und Berg) 1977 (= Nürnberger Werkstücke zur Stadt- und Landesgeschichte, Band 22), ISBN 3-87432-051-0
- 75 Jahre kommunales Verhältniswahlrecht – 75 Jahre SPD-Stadtratsfraktion in Nürnberg 1908 – 1983. (Kommentierender Katalog zur Ausstellung des Stadtarchivs Nürnberg), bearb. W. Lehnert und D. Rossmeissl, Nürnberg 1983
- „Ganz Deutschland wird zum Führer halten…“ Zur politischen Erziehung in den Schulen des Dritten Reiches. Mit einem Vorwort von Hermann Glaser, Frankfurt/M. (Fischer TB) 1985, ISBN 3-596-26781-1
- Nürnberg unter amerikanischer Militärregierung 1945 – 1949. herausgegeben vom Pädagogischen Institut der Stadt Nürnberg. Beiträge zur politischen Bildung, Nr. 6, Nürnberg 1987
- Demokratie von außen. Die amerikanische Militärregierung in Nürnberg 1945 – 1949. München (dtv dokumente) 1988, ISBN 3-423-02958-7
- Das Schulwesen im NS-Staat. Mittelfranken. In: Handbuch der Geschichte des Bayerischen Bildungswesens, Hrsg. Max Liedtke, Band III, Bad Heilbrunn, 1997
- Schulsozialpädagogik. Denken und Tun als Weg zum mündigen Menschen. Gemeinsam mit Andrea Przybilla, Bad Heilbrunn (Klinkhardt) 2006, ISBN 978-3-7815-1497-3
- Kultur.Bildung.Stadt, Hrsg. Kulturreferat Stadt Erlangen, Erlangen 2014, Neuauflage 2017
- Entspannt leiten. Teamführung in der Kita mit dem Enneagramm. Gemeinsam mit Andrea Przybilla, Freiburg (Herder) 2019, ISBN 978-3-451-38094-5
- Die Klugheit der Städte. Bildung – Kultur – Demokratie. München (kopaed) 2021, ISBN 978-3-96848-044-2
- Motivierende Teamarbeit. Erfolgreich zusammenarbeiten in der Kita. Gemeinsam mit Andrea Przybilla, Freiburg (Herder) 2023, ISBN 978-3-451-39539-0